# Punkt Nagela

Punkt Nagela trójkąta Na pomarańczowo zaznaczono okręgi dopisane do trójkąta

Punkt Nagela – punkt w trójkącie związany z okręgami dopisanymi, nazwany od nazwiska Christiana von Nagela, niemieckiego matematyka, który opisał go w 1836 roku.

## Definicja formalna
Niech dany będzie trójkąt {\displaystyle \Delta ABC.} Oznaczmy poprzez {\displaystyle T_{A},\,T_{B},\,T_{C}} punkty styczności okręgów dopisanych z bokami trójkąta. Punktem Nagela nazywa się wspólne przecięcie odcinków {\displaystyle T_{A}A,\,T_{B}B,\,T_{C}C} łączących powyższe punkty styczności z przeciwległymi wierzchołkami trójkąta.

## Dowód

Ilustracja obrazująca zależność w trójkącie i jego okręgu dopisanym.

Przy pomocy twierdzenia odwrotnego do twierdzenia Cevy udowodnimy, że proste zawierające odcinki {\displaystyle T_{A}A,\,T_{B}B,\,T_{C}C} przecinają się w jednym punkcie.
Z definicji okrąg {\displaystyle O_{A}} jest styczny do ramion kąta {\displaystyle \angle BAC.} Oznaczmy punkty styczności okręgu {\displaystyle O_{A}} z ramionami poprzez {\displaystyle X} oraz {\displaystyle Y.} Oznacza to, że odcinki {\displaystyle AX} i {\displaystyle AY} mają równą długość. Podobnie równej długości są odcinki {\displaystyle BX} i {\displaystyle BT_{A}} oraz {\displaystyle T_{A}C} i {\displaystyle CY,} ponieważ okrąg {\displaystyle O_{A}} jest również styczny do ramion kątów {\displaystyle \angle XBT_{A}} oraz {\displaystyle \angle T_{A}CY.} Wywnioskować możemy z tego, że
|  |  | {\displaystyle \|AB\|+\|BT_{A}\|=\|AC\|+\|CT_{A}\|.} |  | (1a) |

Analogicznie wywnioskować możemy, że
|  |  | {\displaystyle \|BC\|+\|CT_{B}\|=\|BA\|+\|AT_{B}\|} |  | (1b) |

|  |  | {\displaystyle \|CA\|+\|AT_{C}\|=\|CB\|+\|BT_{C}\|.} |  | (1c) |

Korzystając z wniosków o styczności okręgu i ramion kątów wywnioskować możemy, że lewe i prawe strony każdej z powyższych równości równe są połowie obwodu trójkąta {\displaystyle \Delta ABC{:}} {\displaystyle {\frac {AB+BC+CA}{2}}.} Łącząc parami strony powyższych równości można je dalej przekształcić do postaci
|  |  | {\displaystyle \|BT_{A}\|=\|AT_{B}\|={\frac {1}{2}}(AC+CB-BA)} |  | (2a) |

|  |  | {\displaystyle \|AT_{C}\|=\|CT_{A}\|={\frac {1}{2}}(AB+CB-CA)} |  | (2b) |

|  |  | {\displaystyle \|CT_{B}\|=\|BT_{C}\|={\frac {1}{2}}(CA+AB-BC).} |  | (2c) |

Teraz zauważmy, że zachodzi
{\displaystyle {\frac {|AT_{B}|}{|T_{B}C|}}\cdot {\frac {|CT_{A}|}{|T_{A}B|}}\cdot {\frac {|BT_{C}|}{|T_{C}A|}}={\frac {|BT_{A}|}{|T_{B}C|}}\cdot {\frac {|T_{C}A|}{|T_{A}B|}}\cdot {\frac {|CT_{B}|}{|T_{C}A|}}=1,}
co jest założeniem twierdzenia odwrotnego do twierdzenia Cevy. Wynika z niego, że proste zawierające odcinki {\displaystyle T_{A}A,\,T_{B}B,\,T_{C}C} przecinają się więc w jednym punkcie.

## Związki z innymi punktami w trójkącie
Punkt Nagela jest sprzężeniem izotomicznym punktu Gergonne’a.
Punkt Nagela, centroid (inaczej barycentrum, punkt przecięcia środkowych) oraz środek okręgu wpisanego są współliniowe i leżą na prostej nazywanej prostą Nagela, drugą prostą Eulera, lub prostą Nagela-Eulera.
Środek okręgu wpisanego jest punktem Nagela trójkąta dopełniającego dla trójkąta {\displaystyle \Delta ABC,} tj. trójkąta powstałego poprzez połączenie środków boków trójkąta {\displaystyle \Delta ABC.} Rozumując odwrotnie, Punkt Nagela trójkąta {\displaystyle \Delta ABC} jest środkiem okręgu wpisanego trójkąta antydopełniającego dla trójkąta {\displaystyle \Delta ABC,} tj. trójkąta, dla którego {\displaystyle \Delta ABC} jest trójkątem dopełniającym  .

## Współrzędne trójliniowe
Współrzędnymi trójliniowymi punktu Nagela są
{\displaystyle \operatorname {cosec} ^{2}(A/2)\,:\,\operatorname {cosec} ^{2}(B/2)\,:\,\operatorname {cosec} ^{2}(C/2)}
lub, przyjmując długość odpowiednich boków jako a, b i c,
{\displaystyle {\frac {b+c-a}{a}}\,:\,{\frac {c+a-b}{b}}\,:\,{\frac {a+b-c}{c}}.}